# Kefar Awoda
Kefar Awoda (hebr.: כפר עבודה) – wieś położona w samorządzie regionu Lew ha-Szaron, w Dystrykcie Centralnym, w Izraelu.
Leży na równinie Szaron.

## Historia
Osada została założona w 1942.